# 圣费尔姆
圣费尔姆（法語：Saint-Ferme，法語發音：[sɛ̃ fɛʁm]）是法国吉伦特省的一个市镇，属于朗贡区。

## 地理
圣费尔姆（44°41'38"N, 0°3'28"E）面积20.09 平方千米，位于法国新阿基坦大区吉倫特省，该省份为法国西南部沿海省份，是法國本土面积最大的省，北起滨海夏朗德省，西临大西洋，南至朗德省，东南接洛特-加龍省，东临多爾多涅省。
与圣费尔姆接壤的市镇（或旧市镇、城区）包括：欧里奥勒、库蒂尔、卡佐吉塔、迪约利沃勒、佩勒格吕、勒皮、里蒙。

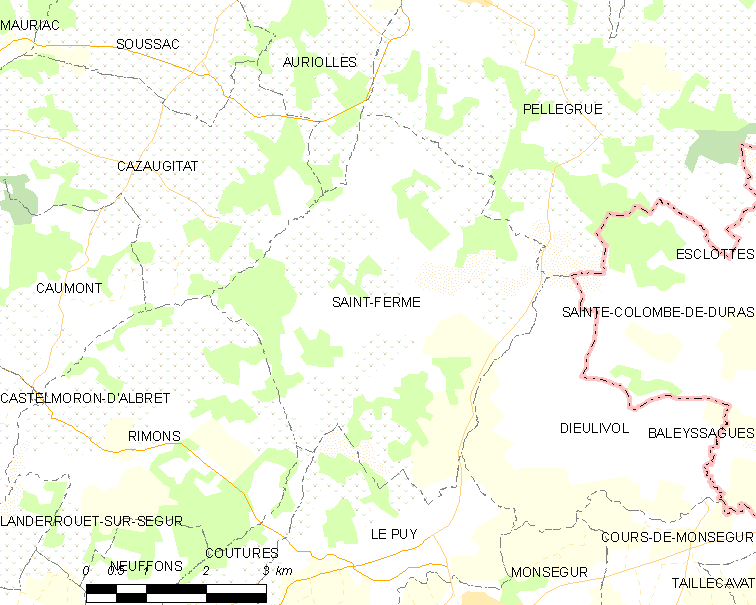
圣费尔姆的OSM定位图

圣费尔姆的时区为UTC+01:00、UTC+02:00（夏令时）。

## 行政
圣费尔姆的邮政编码为33580，INSEE市镇编码为33400。

## 政治
圣费尔姆所属的省级选区为勒雷奥莱-莱巴斯蒂德县。

## 人口

1962-2008年间圣费尔姆人口变化图示

圣费尔姆于2022年1月1日时的人口数量为338人。